# 宁夏府路
宁夏府路，元朝时设置的路。
至元二十五年（1288年）改中兴府置，治所在今宁夏回族自治区银川市。属西夏中兴行省。元贞元年（1295年）改属陕西等处行中书省，后又属甘肃等处行中书省。下领三州：灵州、鸣沙州、应理州。辖境相当今宁夏银川平原。明朝洪武三年（1370年）改为宁夏府。